# Бражник глазчатый восточный
Восточный глазчатый бражник (Smerinthus planus) — бабочка рода Smerinthus из семейства бражников.

## Описание
Бабочки достигают размаха крыльев от 70 до 100 миллиметров. Они похожи на обычного глазчатого бражника ( Smerinthus ocellatus ). Взрослые особи весеннего поколения самые маленькие, а те, что вылупляются в сентябре или октябре, значительно крупнее. Если куколка подверглась воздействию холода во время развития, тогда бабочка будет окрашена в более серый цвет. При засухе и более высоких температурах бабочки становятся более бледными и коричневыми. Для защиты бабочки показывают глазки на задних крыльях. Они также могут быстро упасть на землю в случае опасности. 
Гусеницы достигают длины тела от 70 до 90 миллиметров. Они бывают голубовато-зеленого и яблочно-зеленого цветов. Молодые гусеницы изначально имеют длину около шести миллиметров, бледную, беловато-зеленую окраску и красно-черный анальный рог. На второй стадии гусеницы по бокам тела появляются светлые полосы, а голова становится заостренной вверху. Взрослые гусеницы внешне и по поведению очень похожи на гусениц обычного глазчатого бражника. Однако бугорки на их теле более грубые, белые полосы по бокам тела шире, а анальный рог менее синего цвета. 
Куколки от 35 до 48 миллиметров в длину и неотличимы от Smerinthus ocellatus.

## Ареал
Юг Восточной Сибири (юго-восток Забайкалья), юг Амурской области, юг  Хабаровского края до Комсомольска-на-Амуре, Приморье, Сахалин, Япония, полуостров Корея, северо-восточный и восточный Китай, Монголия. Недавние находки вблизи китайско-казахстанской границы значительно расширяют западные пределы известного распространения этого вида. Вероятно, это результат обширной посадки тополей и ив на севере Китая, образующих жилой коридор, который использовал Smerinthus planus. Callambulyx tatarinovii достиг того же ареала аналогичными способами.

## Биология
Считается, что в западном Китае этот вид даёт два поколения. Дальше на восток в Китае, в зависимости от высоты и погоды, ежегодно происходит от двух до четырех поколений, летающих с апреля по сентябрь. Два поколения являются нормой в Пекине и Нинся, три - в южной части Шэньси, четыре - в Цзянсу и Цзяньси. На Дальнем Востоке России вид встречается с конца мая до начала августа. В Корее вид летает с начала мая до конца июля, отдельные экземпляры встречаются также в августе.
Бабочки вылупляются вскоре после сумерек. Самки заманивают самцов феромонами за короткий промежуток времени в полночь. Спаривание относительно короткое и длится всего несколько часов. Обычно пара расстается еще до рассвета. Самки часто откладывают яйца в ту же ночь сразу после спаривания.
Яйца чрезвычайно блестящие, бледно-зеленые, овальные размером 1,9 на 1,6 миллиметра. Они становятся сероватыми еще до вылупления гусениц. Самки кладут их по отдельности или парами на нижнюю сторону листьев растений-хозяев на высоте не более двух метров над землей. Первоначально гусеницы крепко цепляются за жилку листа на нижней стороне листа всеми ногами, позже они спокойно сидят в типичной «позе сфинкса», в которой они цепляются тремя задними парами брюшных ног.
Гусеницы питаются большинством видов тополей (Populus) и ив (Salix), причем предпочтение отдается первым. Они также встречаются на яблонях (Malus) и сливах (Prunus). В Пекине в основном на плакучей иве (Salix babylonica). На Дальнем Востоке России на Populus maximowiczii, Populus koreana и различных видах (Salix). Отмечен в Корее на Salix koreensis, Populus maximowiczii, Rosa hybrida, Prunus mume, P. serrulata var. spontanea и Malus pumila.
Населяет сельскохозяйственные угодья и лиственные леса по речным долинам.  